# イッツ・オール・ライト・ウィズ・ミー
「イッツ・オール・ライト・ウィズ・ミー」(It's All Right with Me) は、1953年初演のミュージカル『CAN-CAN』のためにコール・ポーターが書いたポピュラー歌曲で、ミュージカル初演時にはアリスティード・フォレスティエ
判事役のピーター・クックソンが歌った。
この曲は、コール・ポーターの曲を使った後年のミュージカル作品『High Society』でも使われた。1998年のブロードウェイ初演では、トレイシー・サマンサ・ロード役のメリッサ・エリコが歌った。
ジャズのスタンダード曲ともされる。

## その他のカバー
- ビング・クロスビーは、1955年にこの曲を録音し[5]、自身のラジオ番組『The Bing Crosby Show』で放送したが、その音源は2009年にモザイク・レコード（英語版）が発売したボックスセット『The Bing Crosby CBS Radio Recordings (1954-56)』 (catalog MD7-245) に収録された[6]。
- ソニー・ロリンズ - 1956年のアルバム『Work Time』に収録。
- エロル・ガーナー (1956)
- エラ・フィッツジェラルド - 1956年のアルバム『Ella Fitzgerald Sings the Cole Porter Song Book』[7]、1958年のアルバム『At the Opera House』[8]、1959年のアルバム『Ella in Rome: The Birthday Concert』[9]にそれぞれ収録。
- リタ・レイズ（英語版） - 1956年のアルバム『The Cool Voice of Rita Reys』に収録。
- ハリー・ジェイムス - 1956年のアルバム『Harry James and His New Jazz Band, Vol. 1』(Mr. Music MMCD 7010, 1956 [2002])[10]に収録。
- ジェリ・サザン（英語版） - 1959年のアルバム『Jeri Southern Meets Cole Porter』に収録。
- カーティス・フラー - 1960年のアルバム『The Curtis Fuller Jazztet』に収録。
- フランク・シナトラ - ミュージカルを原作として映画化された1960年の映画『カンカン (Can-Can)』のためにこの曲を録音し、後には1984年のアルバム『L.A.イズ・マイ・レイディ (L.A. Is My Lady)』にもこの曲を収録した[11]。
- ヴィック・ダモーン - 1961年のアルバム『On the Swingin' Side』に収録。
- スティーヴ・ローレンス（英語版） - 1961年のアルバム『Lawrence Goes Latin』に収録。
- ブレンダ・リー - 1963年のアルバム『All Alone Am I』に収録。
- 中本マリ - 1976年のアルバム『ザット・オールド・フィーリング』に収録。
- クリスタル・ゲイル - 1977年のアルバム『We Must Believe in Magic』に収録。クリスタル・ゲイルのバージョンは、「Eastern's got the right time and the right place for you」という歌詞で、イースタン航空のジングルにも使用された。
- ズート・シムズ - ケニー・ドリュー、ニールス＝ヘニング・エルステッド・ペデルセン、エド・シグペンとの共演によるライブ・アルバム『Live in Copenhagen』（1978年収録：1995年リリース）に収録[12]。
- アン・ミラー - テレビ・シリーズ『The Love Boat』の1982年に放送されたエピソードのひとつにおいて、この曲をカバー。
- 阿川泰子 - トミー･フラナガンと共演した1985年のアルバム『オール・ライト・ウイズ・ミー』の冒頭に、この曲を収録[4]。
- トム・ウェイツ - 1990年に発売されたコンピレーション・アルバム『Red Hot + Blue』に収録[13]
- ハリー・コニック・ジュニア - 1990年のアルバム『We Are in Love』に収録[14]。
- メル・トーメ - 1992年のアルバム『Sing Sing Sing』に収録[15]。
- ジョージ・マイケル - 1999年のアルバム『Songs from the Last Century』に収録。
- スザンナ・ マッコークル（英語版） - 2002年のアルバム『Ballad Essentials』に収録。
- ジャズ・オーケストラ・オブ・ザ・デルタ（英語版） - 2003年のアルバム『Big Band Reflections of Cole Porter』に収録。
- ナタリー・コール - 2008年のアルバム『Still Unforgettable』に収録。
- ブラッド・メルドー - いずれもライブ・アルバムである、1998年のアルバム『Art of the Trio Volume Two』、2011年のアルバム『Live in Marciac』に収録。
- モロコ（英語版） - 1995年のツアーでこの曲をカバーし、メンバーのロウシーン・マーフィー（英語版）は、2004年にもこの曲を取り上げた。
- セス・マクファーレン - 2015年のアルバム『No One Ever Tells You』に収録。
- オリータ・アダムス - 2017年のアルバム『Third Set』に収録。